# Matraswig

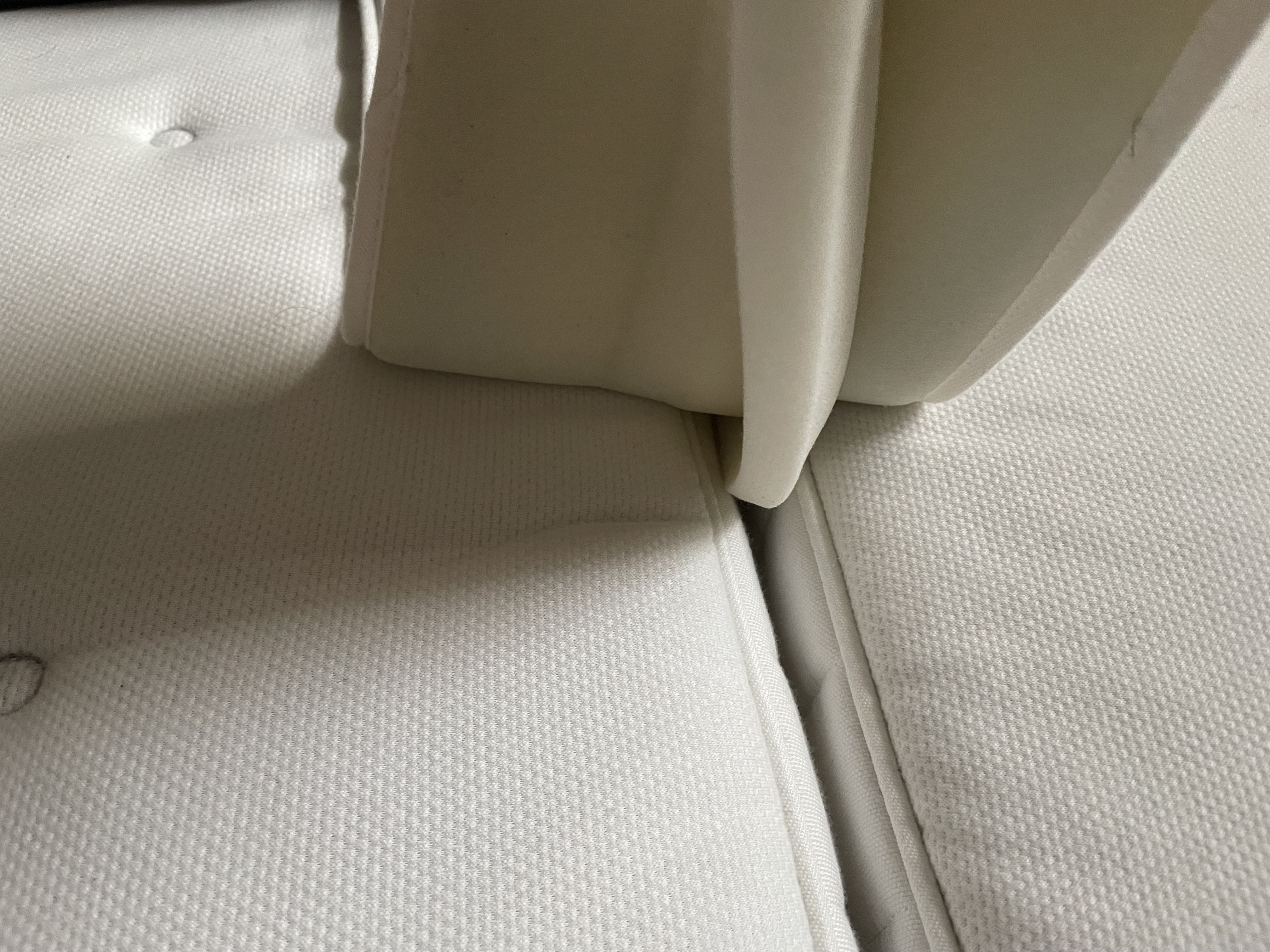
Matraswig om de naad tussen 2 matrassen op te vullen

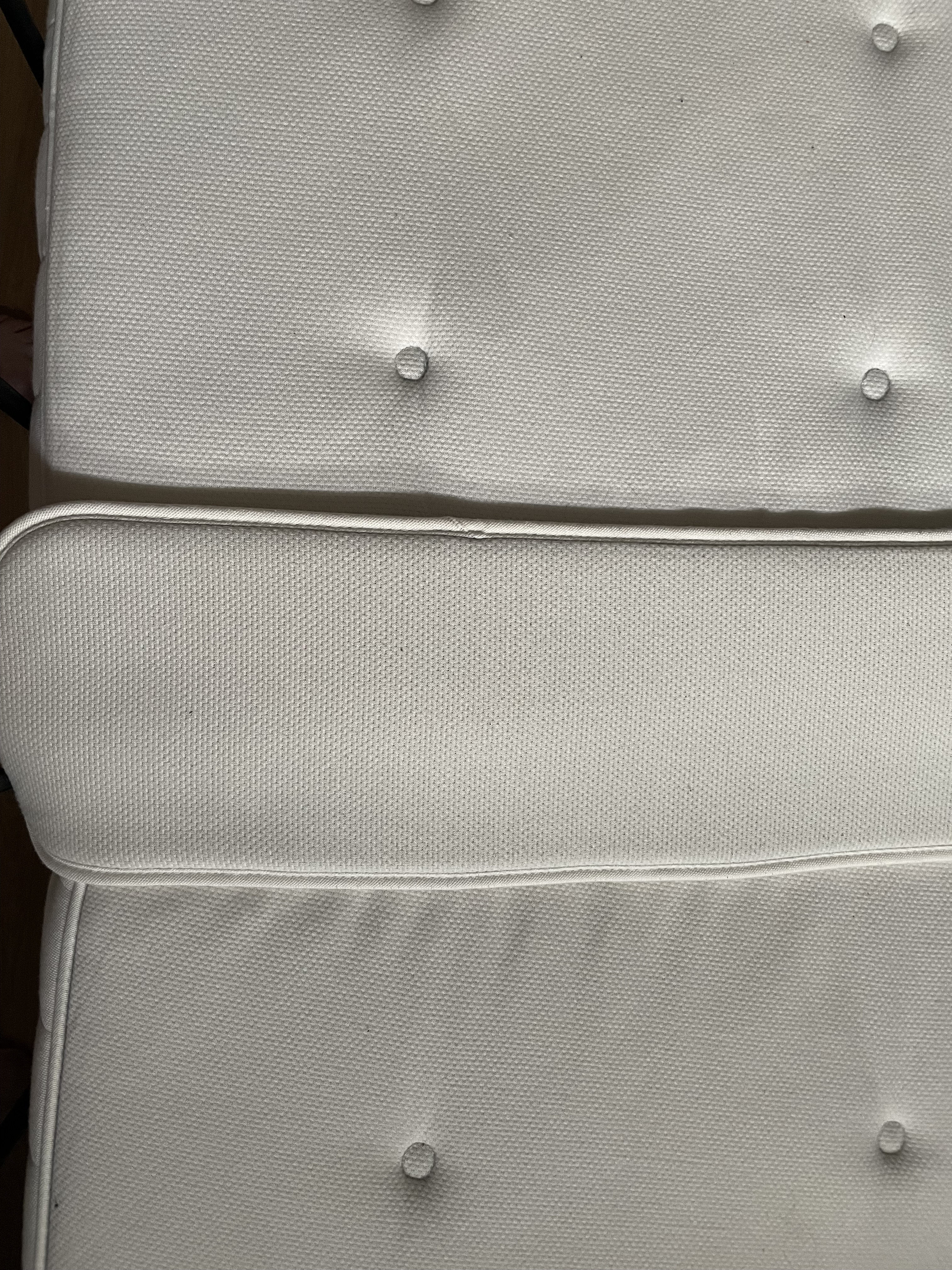
Matraswig bovenzijde

Een matraswig of matrasbrug, ook wel naar het Frans een 'pont d'amour' ('liefdesbrug') genoemd, is een hulpmiddel, meestal gestoffeerd en gemaakt van foam of rubber, in de vorm van een T dat dient om de ruimte tussen twee matrassen te vullen, waarmee men voorkomt dat men in de gleuf tussen de twee matrassen weg zakt. 
Matraswiggen zijn nuttig waar twee eenpersoonsbedden naast elkaar geplaatst zijn om een tweepersoonsbed te creëren, of bij een tweepersoonsbed met twee verschillende matrassen.